# Large UV Optical Infrared Surveyor

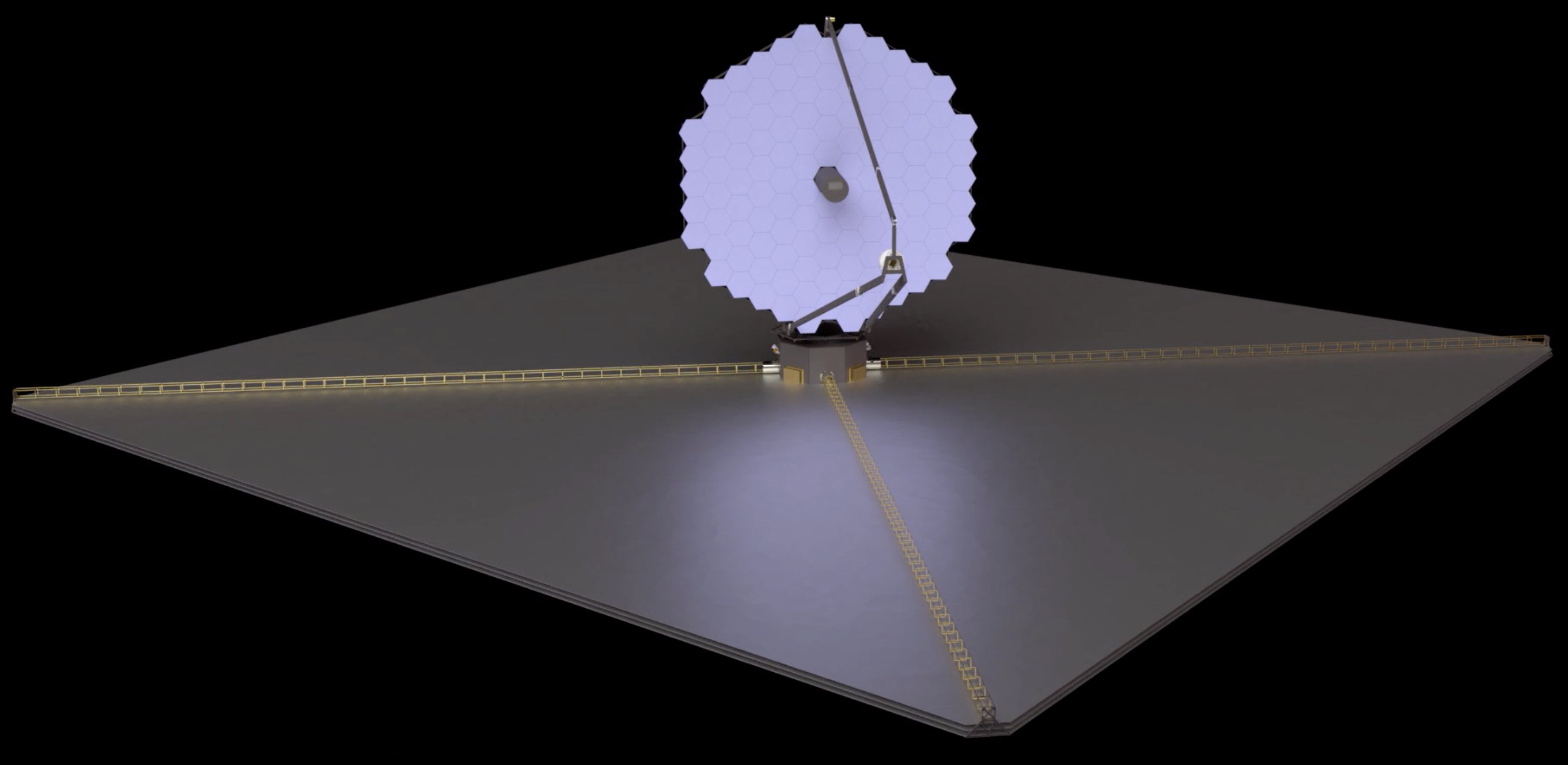
Konzeptbild von LUVOIR-A mit entfaltetem Sonnenschild

Der Large UV Optical Infrared Surveyor (LUVOIR, deutsch etwa „großer Vermesser im ultravioletten, sichtbaren und infraroten Bereich“) ist ein vorgeschlagenes Weltraumteleskop, welches in mehreren Wellenlängen das Universum beobachten soll. LUVOIR wäre wie das Hubble-Weltraumteleskop vielseitig einsetzbar; ein besonderer Schwerpunkt läge jedoch auf der Untersuchung von Exoplaneten.
LUVOIR war eines von vier Konzepten für große Weltraumteleskope, die für das wissenschaftliche Zehnjahresgutachten 2020 Decadal Survey erarbeitet worden waren. Das im November 2021 veröffentlichte Gutachten empfahl der NASA, bis 2027 ein neues Konzept für ein kleineres und kostengünstigeres Exoplanetenteleskop zu erarbeiten. Der Vorschlag, nach 2020 mit der Entwicklung von LUVOIR zu beginnen, sodass das Teleskop in den späten 2030er Jahren einsatzbereit wäre, ist damit hinfällig.
Es wurden zwei verschieden teure und leistungsfähige LUVOIR-Varianten vorgeschlagen: LUVOIR-A mit einem 15 m großen Spiegel und vier verschiedenen Instrumenten, und LUVOIR-B mit einem 8 m großen Spiegel und drei Instrumentierungen. (Im Vergleich dazu hat Hubble einen 2,4 m großen Spiegel und das James-Webb-Teleskop einen 6,5 m großen.) Beide Modelle könnten mit einem einzelnen Trägerraketenstart ins All befördert werden.
Das Konzept sieht vor, LUVOIR mit einem Koronographen auszustatten, womit es möglich wäre, das helle Sternenlicht auszublenden und die benachbarten Planeten direkt zu beobachten. Es soll Licht im Bereich von 100 bis 2500 Nanometern Wellenlänge abdecken, also fernes Ultraviolett bis zu nahem Infrarot.
Das Teleskop würde am zweiten Lagrangepunkt des Sonne-Erde-Systems stationiert werden.
Das größere LUVOIR-A könnte mit einer Space-Launch-System-Rakete (Block 2) befördert werden, während das kleinere LUVOIR-B auch mit einer SLS Block 1, einer New-Glenn-Rakete oder einem Starship-Raumtransporter startbar wäre.